# Petunidin
Petunidin ist ein Anthocyanidin, das natürlich als Bestandteil verschiedener Glycoside (Anthocyane) vorkommt. Petunidin ist ein Kation; die Informationen in nebenstehender Infobox beziehen sich vor allem auf das Chlorid.

## Vorkommen

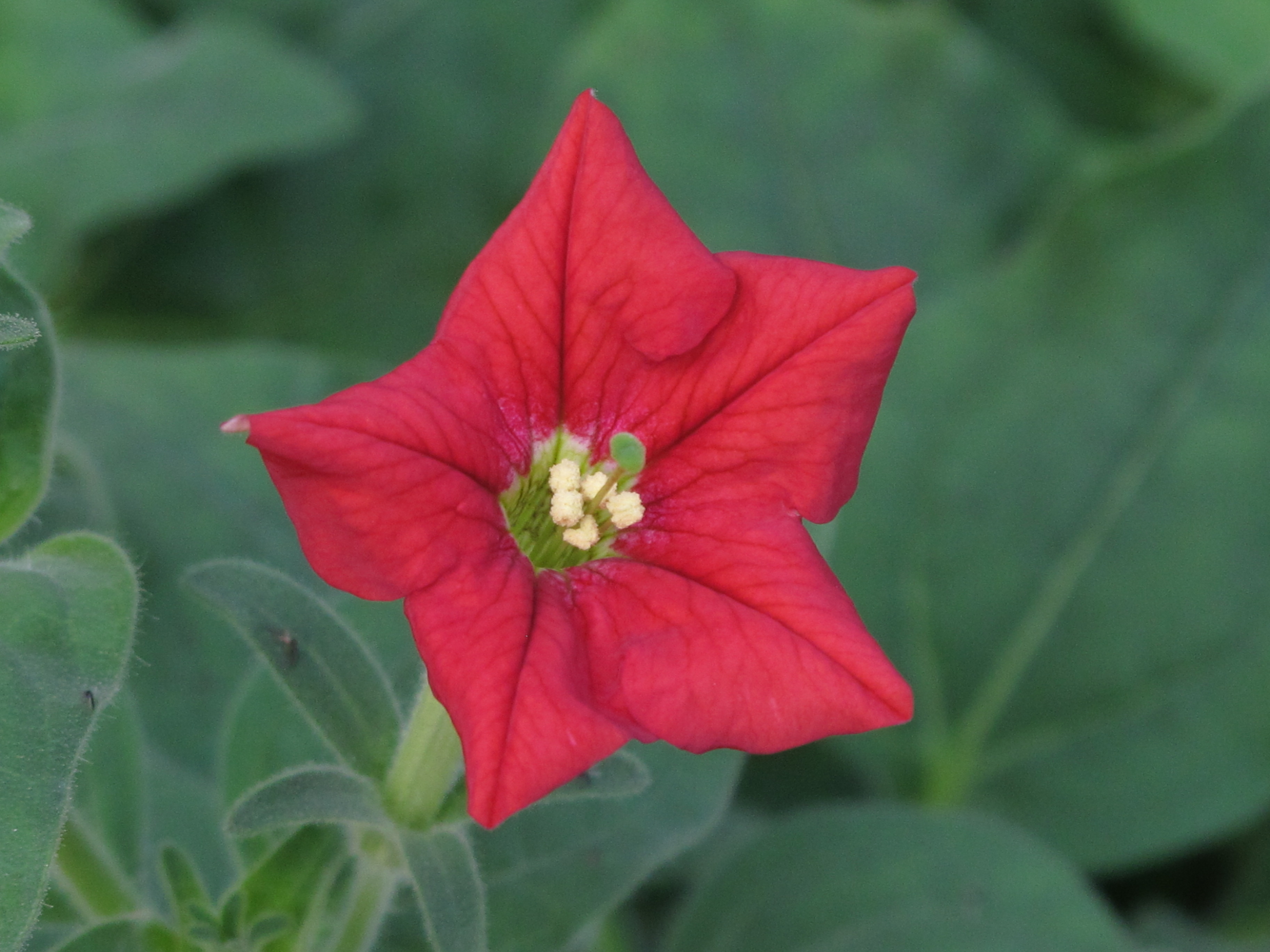
Petunia exserta und andere Petunia-Arten enthalten Petunidin-Glycoside

Petunidin kommt natürlich als Bestandteil von Anthocyanen vor, z. B. in Petunien. Petunidin-3-O-glucosid kommt unter anderem in Rotweinen und in Gartenbohnen vor. In Blaubeeren kommen Petunidin-3-O-glucosid, Petunidin-3-O-galactosid und Petunidin-3-O-arabinosid vor. Glycoside von Petunidin kommen auch in anderen Beeren, z. B. Rauschbeeren und Lycium ruthenicum vor. Außerdem kommen Petunidin-Glycoside in der Zottigen Wicke, der Japanischen Sumpf-Schwertlilie, in Ophiopogon jaburan und violetten Kartoffeln vor.

## Eigenschaften
Petunidin ist ein Antioxidans.